# Jaroslav Šišolák
Jaroslav Šišolák [jaroslau šišolák] (* 14. března 1946 Bratislava) je bývalý slovenský fotbalový záložník. V mládežnických kategoriích (U15–U18) reprezentoval ČSSR.

## Hráčská kariéra
V československé lize hrál za Slovan Bratislava a Duklu Praha, aniž by skóroval. Se Slovanem se stal třikrát žákovským a dvakrát dorosteneckým mistrem Československa. Na přelomu let 1965 a 1966 absolvoval se Slovanem Bratislava zájezd do Austrálie.

### Prvoligová bilance
| Ročník          | Zápasy | Góly | Minuty | Klub                    |
| --------------- | ------ | ---- | ------ | ----------------------- |
| I. liga 1965/66 | 5      | 0    | 450    | Slovan CHZJD Bratislava |
| I. liga 1967/68 | 2      | 0    | 165    | Slovan CHZJD Bratislava |
| I. liga 1969/70 | 1      | 0    | 8      | Dukla Praha             |
| CELKEM I. LIGA  | 8      | 0    | 623    |                         |

## Funkcionářská kariéra
V letech 1985–1989 byl místopředsedou VFS SÚV ČSTV (slovensky VFZ SÚV ČSZTV – Výbor futbalového zväzu Slovenského ústredného výboru Československého zväzu telesnej výchovy), v období 1982–1990 byl členem výboru Slovanu Bratislava. Byl rovněž předsedou PVK Bratislava. V roce 2007 neúspěšně kandidoval na generálního sekretáře Slovenského fotbalového svazu.